# Zapopan, Chiapas
Zapopan är en ort i Mexiko.   Den ligger i kommunen Tapachula och delstaten Chiapas, i den sydöstra delen av landet, 900 km sydost om huvudstaden Mexico City. Zapopan ligger 377 meter över havet och antalet invånare är 121.
Terrängen runt Zapopan är huvudsakligen kuperad, men åt nordost är den bergig. Runt Zapopan är det ganska tätbefolkat, med 179 invånare per kvadratkilometer. Närmaste större samhälle är Tapachula, 19,9 km söder om Zapopan. I omgivningarna runt Zapopan växer i huvudsak städsegrön lövskog.